# Ołtarz Świętego Mateusza (Andrea Orcagna i Jacopo di Cione)
Święty Mateusz Apostoł i sceny z jego życia, także Tryptyk Świętego Mateusza (wł. Trittico di San Matteo) – obraz florenckich malarzy Andrei Orcagna i jego brata Jacopa di Cione, datowany na ok. 1367-1368, przechowywany w Galerii Uffizi we Florencji.

## Historia
Obraz zamówili 15 września 1367 przedstawiciele cechu wymieniających waluty, których patronem był św. Mateusz Apostoł. Dzieło miało ostatecznie trafić do oratorium Orsanmichele, swego rodzaju panteonu florenckich cechów rzemieślniczych. W następnym roku Orcagna nie był już w stanie dokończyć dzieła, przekazując zamówienie najmłodszemu z braci Jacopowi.

## Opis
W centralnej części Orcagna umieścił dużą postać Apostoła z księgą ewangelii i piórem w ręce. Po obu stronach św. Mateusza znajdują się swego rodzaju boczne skrzydła z czterema scenami z życia świętego patrona, po dwie na każdym ze skrzydeł: Cud z dwoma smokami, Powołanie Mateusza, Wskrzeszenie syna królewskiego oraz Męczeństwo świętego. Ostatnia scena w całości wyszła spod pędzla Jacopo. Trapezoidalna struktura obrazu podyktowana została miejscem przeznaczenia dzieła – miał zawisnąć na kolumnie świątyni.